# 桜井神社 (安城市)
櫻井神社（さくらいじんじゃ、桜井神社）は、愛知県安城市桜井町桜林17番地にある神社。『延喜式』神名帳に記載されている「参河國碧海郡 比蘇神社」は桜井神社であるとされている（式内社）。旧社格は県社。安城市大岡町にある大岡白山神社、安城市上条町にある上条白山媛神社とともに、「三河三白山神社」のひとつである。

## 祭神
- 菊理媛神（くくりひめのかみ）[2]
- 伊弉諾神（いざなぎのかみ）[2]
- 伊弉册神（いざなみのかみ）[2]
- 菅原道真（すがわらのみちざね）[2]
- 火産霊神（ほむすびのかみ）[2]
- 火之迦具土神（ひのかぐつちのかみ）[2]
- 応神天皇（おうじんてんのう）[2]
- 倭姫尊（やまとひめのみこと）[2]
- 天照皇大神（あまてらすすめおおかみ）[2]
- 八幡大神（はちまんのおおかみ）[2]

## 歴史

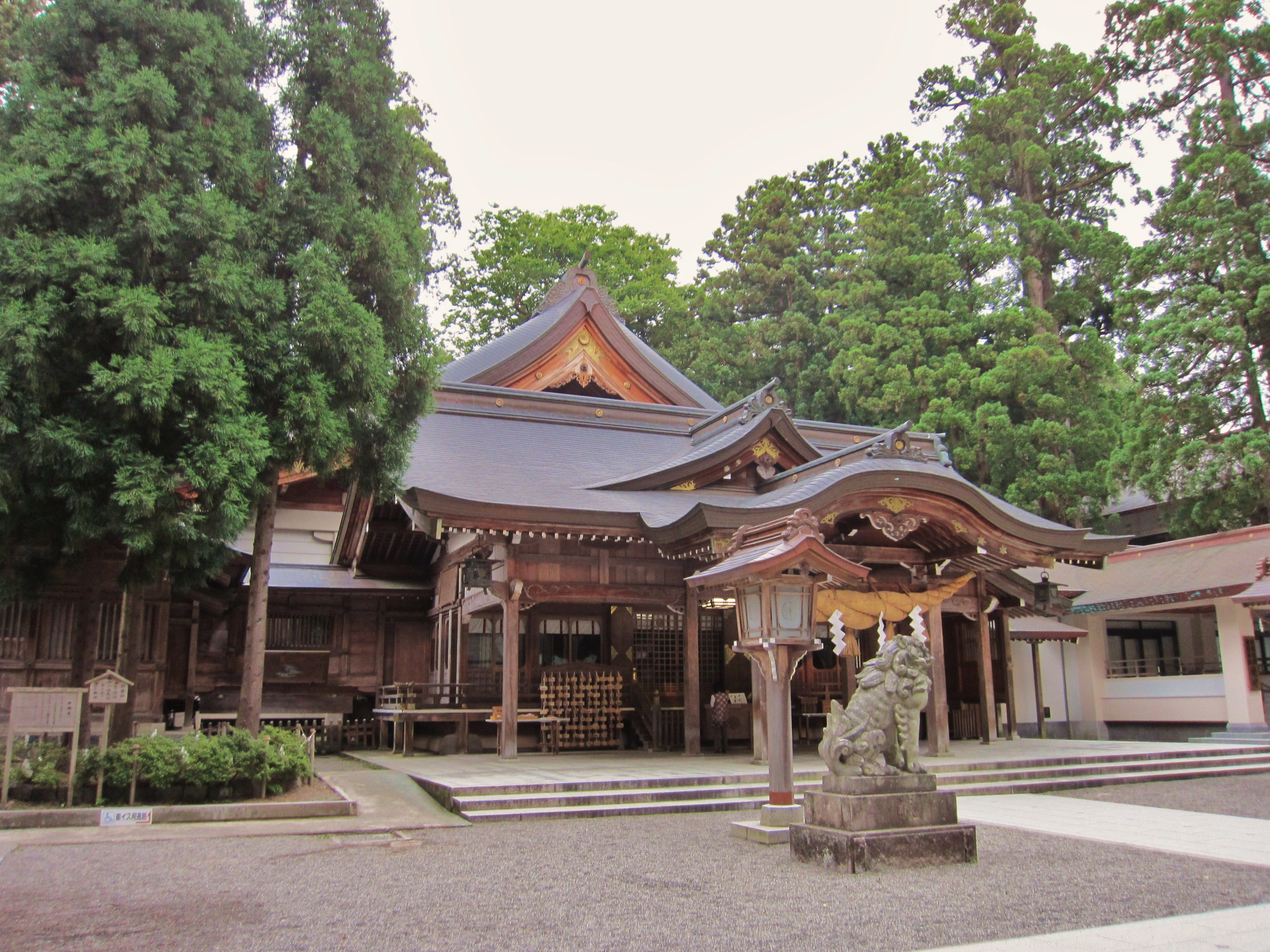
白山比咩神社

養老2年（718年）、紀伊国牟婁郡熊野野田出身の熊勝という行者が、加賀国の白山比咩神社（白山姫神社）から勧進してこの地に創建し、碧海大明神と称したという。「垂仁天皇の御代に倭姫命が当地を巡幸した際、井戸を掘って桜の木を植え、村人がその脇に祠を建てたことを創始とする」という伝承もある。延暦7年（788年）には二子山に遷座し、弘仁9年（818年）8月下旬に現在の社地である比蘇山に遷座した。平安時代に編纂された『延喜式』神名帳には「参河國碧海郡 比蘇神社」が記載されており、桜井神社が比蘇山と呼ばれる地にあることから、比蘇神社が桜井神社のことであるとする説がある。『三河国神名帳』には「従五位下桜井天神」として記載されている。
平安時代には地名から桜井天神と呼ばれていたが、鎌倉時代または室町時代には祭神の天照大神から神明社と呼ばれるようになった。足利氏には銭300貫を寄進された。大永7年（1527年）、桜井城主の松平宗安（松平親房）には社領として10石を寄進された。室町時代末期には、川島町の白山神を遷座合祀して白山社に改称し、主祭神を白山神の伊弉諾神・伊弉册神・菊理媛神とした。
永禄6年（1563年）から永禄7年（1564年）に起こった三河一向一揆の際には、徳川家康が桜井神社に戦勝を祈願して叶ったことから、桜井神社は徳川家から篤い崇敬を受けた。慶長15年（1610年）の墨書や棟札が見つかっていることから、現在の本殿は慶長15年に建立された可能性が高いとされる。慶長19年（1614年）8月28日には家康から社領として50石を朱印寄進され、これは明治維新まで続いた。江戸時代には徳川幕府の指示によって桜井権現と呼ばれるようになった。享保20年（1735年）には神祇官の卜部氏から正一位の神階を受けた。

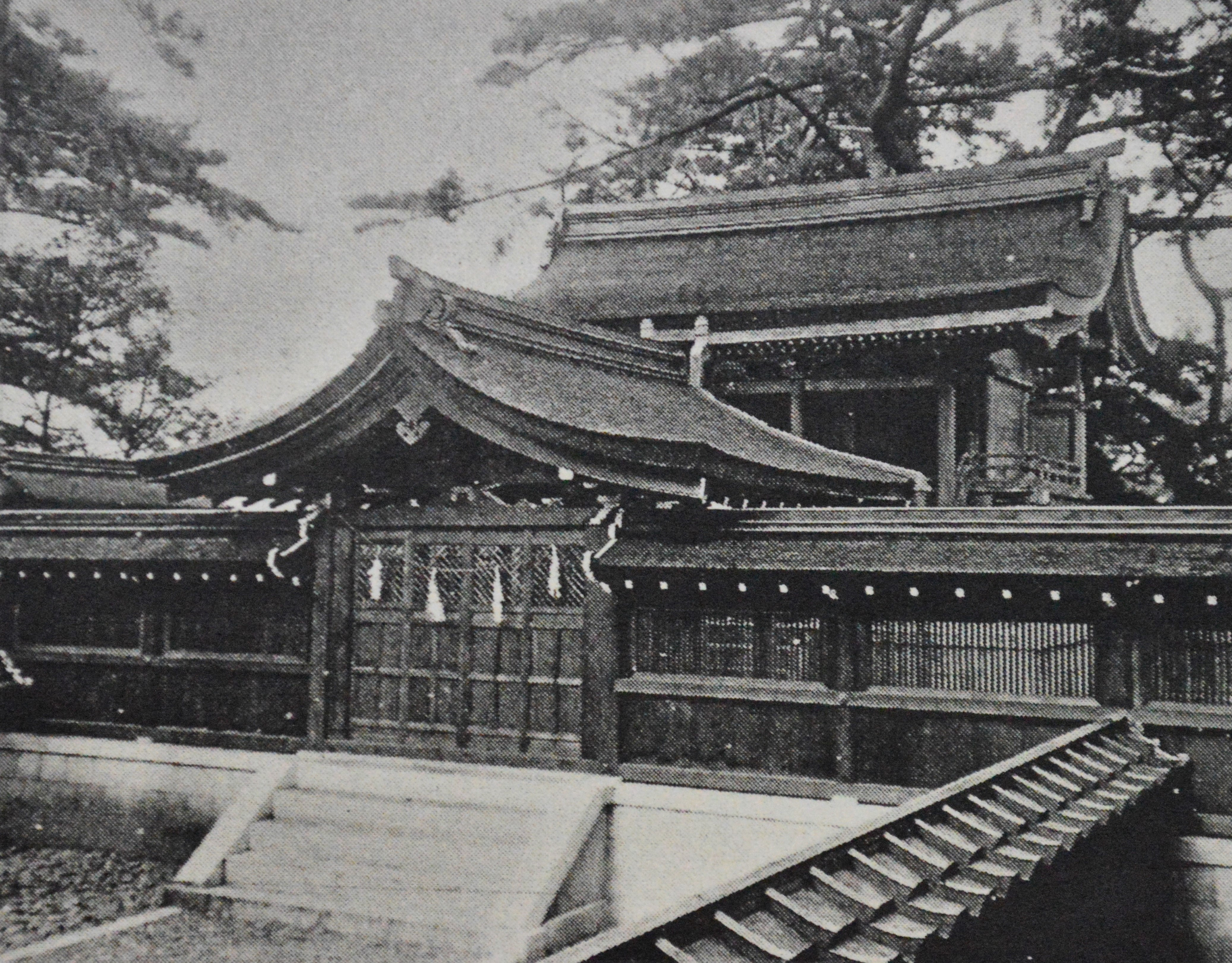
1930年頃の本殿

1872年（明治5年）11月には郷社に列せられた。明治維新後の一時期には櫻井大神と称していたが、1875年（明治8年）には櫻井神社（桜井神社）に改称した。1914年（大正3年）10月1日には、字二タ子の天神社と、字下谷の八幡社と、字西町下の秋葉社と、字貝戸尻の秋葉神社と、字屋敷の天神社と、字獅子塚の秋葉社を合祀合霊した。1930年（昭和5年）には昭和天皇御大典を記念して社殿が造営され、1932年（昭和7年）11月23日には県社に昇格した。当時の碧海郡において県社は知立町の知立神社のみであり、桜井神社は碧海郡2社目の県社となった。
太平洋戦争後には神社本庁に包括される七級社となった。1965年（昭和40年）には本殿が安城市指定有形文化財に指定された。

## 社宝
社宝として記録されているものはすべてが文化財に指定されている。
- 二子古墳 - 古墳時代（480年頃）。国指定史跡[8]。
- 太刀 - 室町時代中期（1450年頃）。安城市指定文化財[8]。
- 大絵馬 - 安永5年（1776年）。安城市指定文化財[8]。
- 算額 - 寛政元年（1789年）。愛知県指定文化財[8]。
- 算額 - 文化2年（1805年）。愛知県指定文化財[8]。
- 算額 - 享和4年（1804年）。安城市指定文化財[8]。

## 氏子
もっとも古くからの氏子は、桜井村、古井村、川島村、姫村、小川村、上佐々木村、下佐々木村、村高村、木戸村、藤井村、寺領村、上合歓木村、下合歓木村、高落村の13か村だった。次いで、赤松村、福釜村、箕輪村、今村、和泉村、榎前村、高棚村、浅井村、新村、古新田、新新田の11か村が氏子に加わった。1874年（明治7年）から1886年（明治19年）までの間には、米津村、中根村、城ヶ入村、石井新田、根崎村、東端村、高取村、高浜村、吉浜村、中之郷村、青野本郷村の12か村が氏子に加わり、桜井神社の氏子は36か村となった。1870年（明治3年）時点の行政区画で見ると、静岡藩、岡崎藩、西端藩、菊間藩、重原藩、刈谷藩の6藩にまたがっており、現在の行政区画で見ると、安城市、岡崎市、刈谷市、西尾市の4市にまたがっていた。1992年（平成4年）に刊行された『愛知県神社名鑑』によると、桜井神社の氏子数は1,120戸。

## 境内

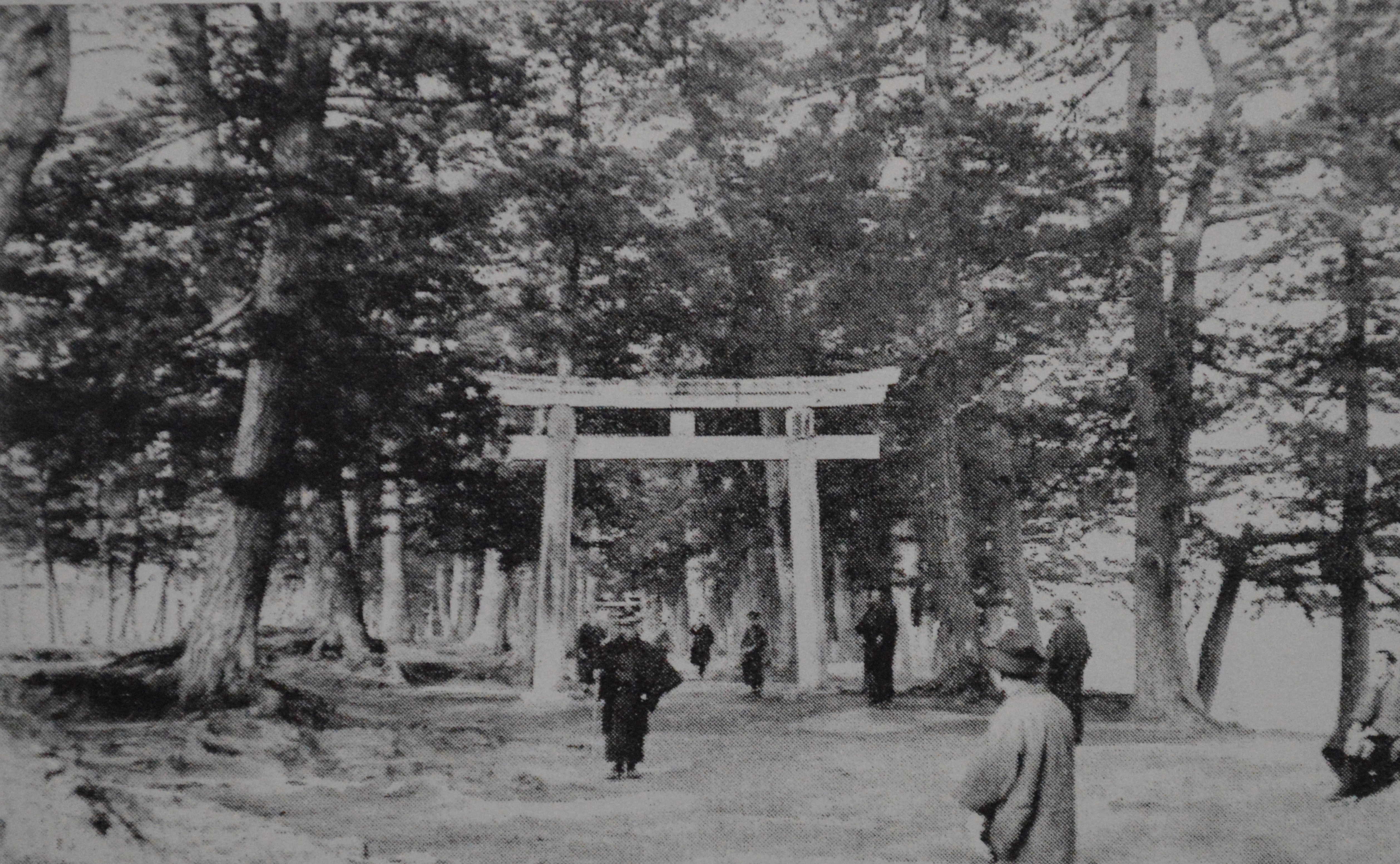
大正時代の二の鳥居と松並木

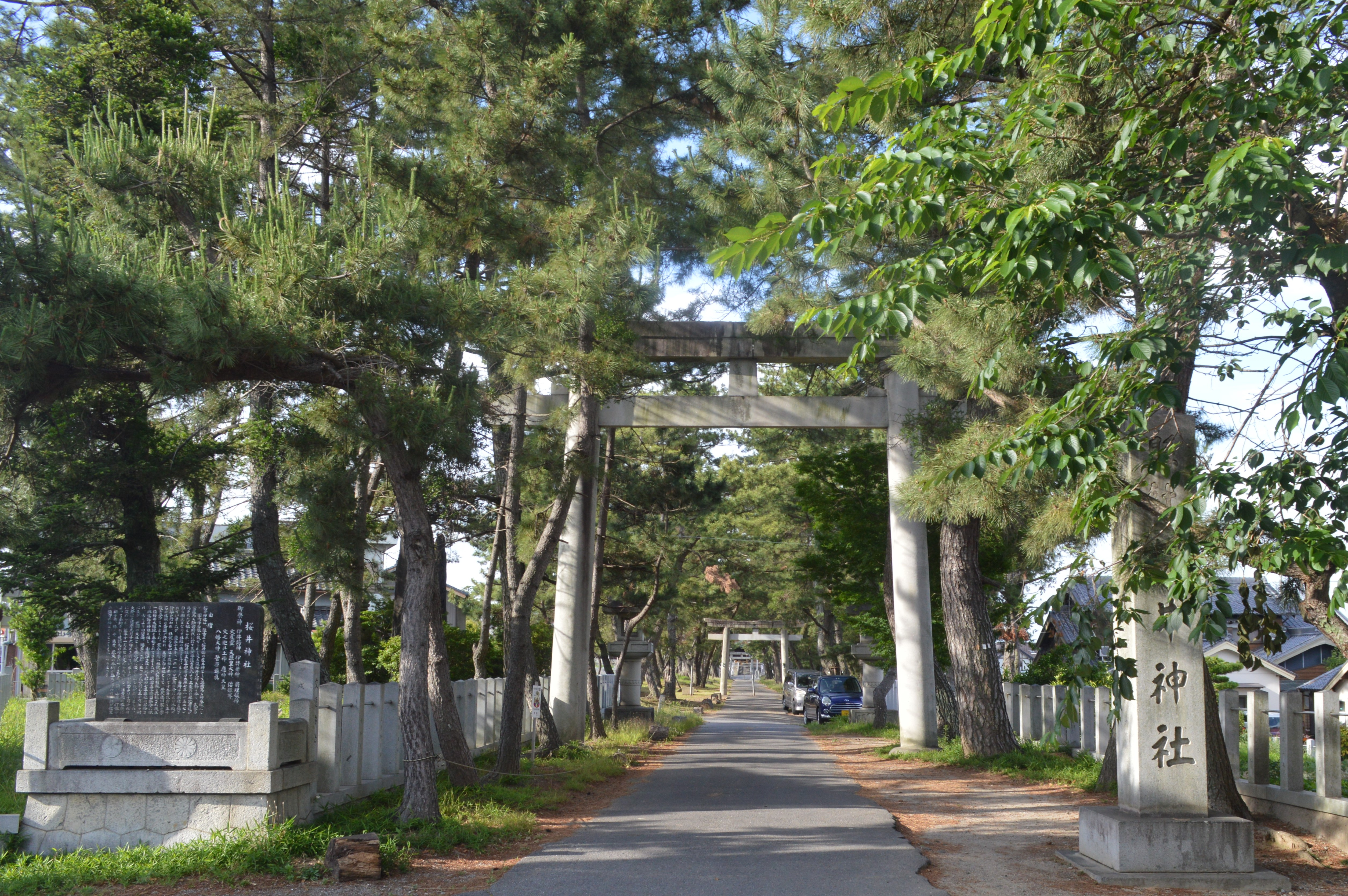
一の鳥居と県社碑

1959年（昭和34年）の伊勢湾台風では境内のクロマツの大多数が倒れ、生き残ったものもマツ枯れなどでヤラレてしまったものが多いが、現在でも約20本の老木が生育している。2018年（平成30年）時点で境内には253本のクロマツが生育しており、「桜井神社のクロマツ」は安城市指定文化財（天然記念物）に指定されている。

### 建物
- 本殿 - 慶長15年（1610年）に建立されたとされる。流造。6坪。蟇股などに室町時代の神社建築の様式をとどめている。
- 渡殿（幣殿） - 15.84坪。
- 拝殿 - 1930年（昭和5年）に造営された。18.60坪。
- 神楽殿 - 11.77坪。
- 巫女控室
- 社務所 - 2018年（平成30年）に新築された。
- 倉庫
- 便所（西）
- 便所（東）

### 末社
- 弁財天社（べんざいてんしゃ） - 祭神は市杵島姫神（いちきしまひめのかみ）[2]。
- 稲荷社（いなりしゃ） - 祭神は倉稲魂命（うかのみたまのみこと）[2]。
- 山神社（やまのかみしゃ） - 祭神は大山祇神（おおやまつみのかみ）[2]。

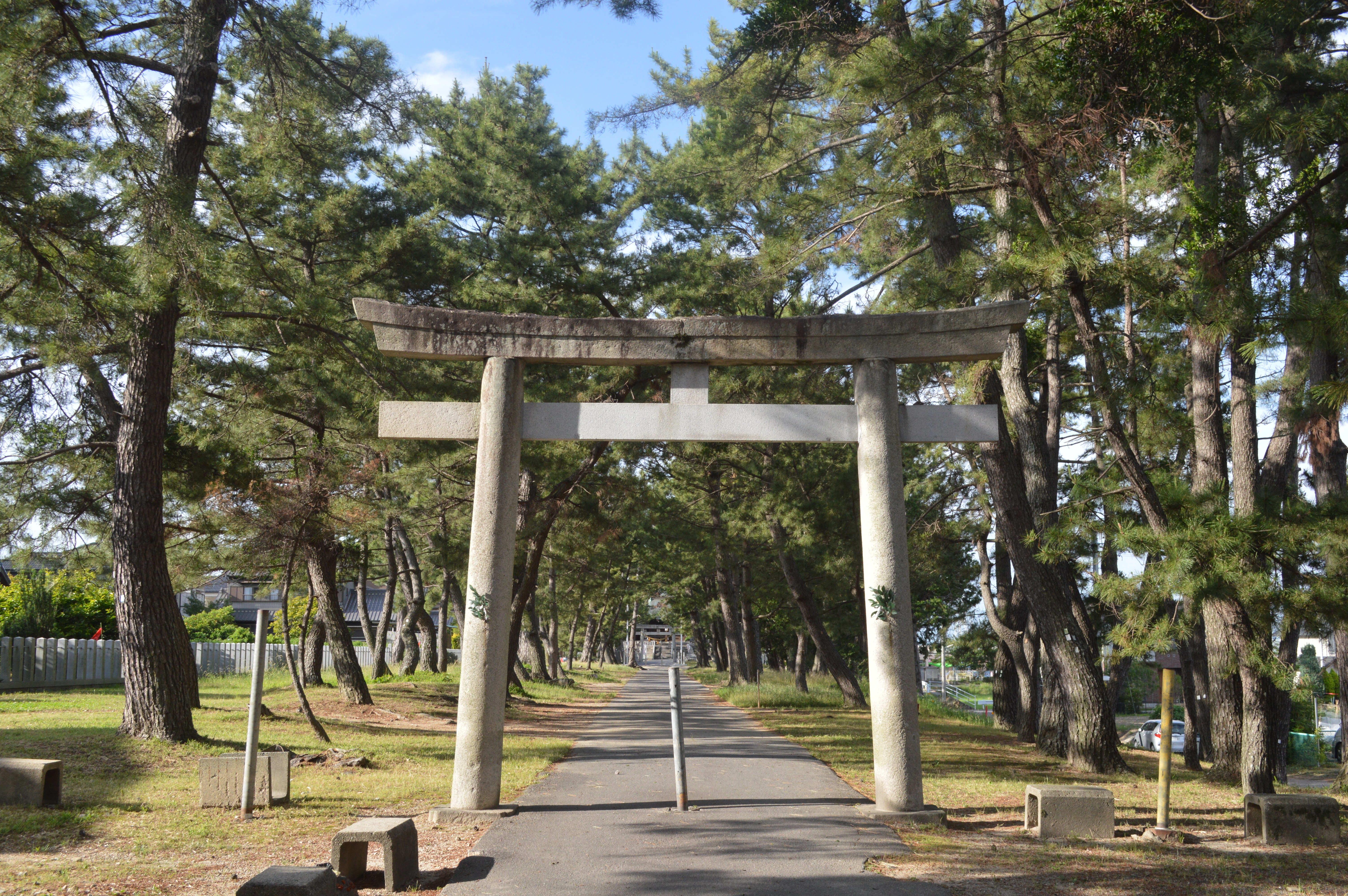
二の鳥居と松並木
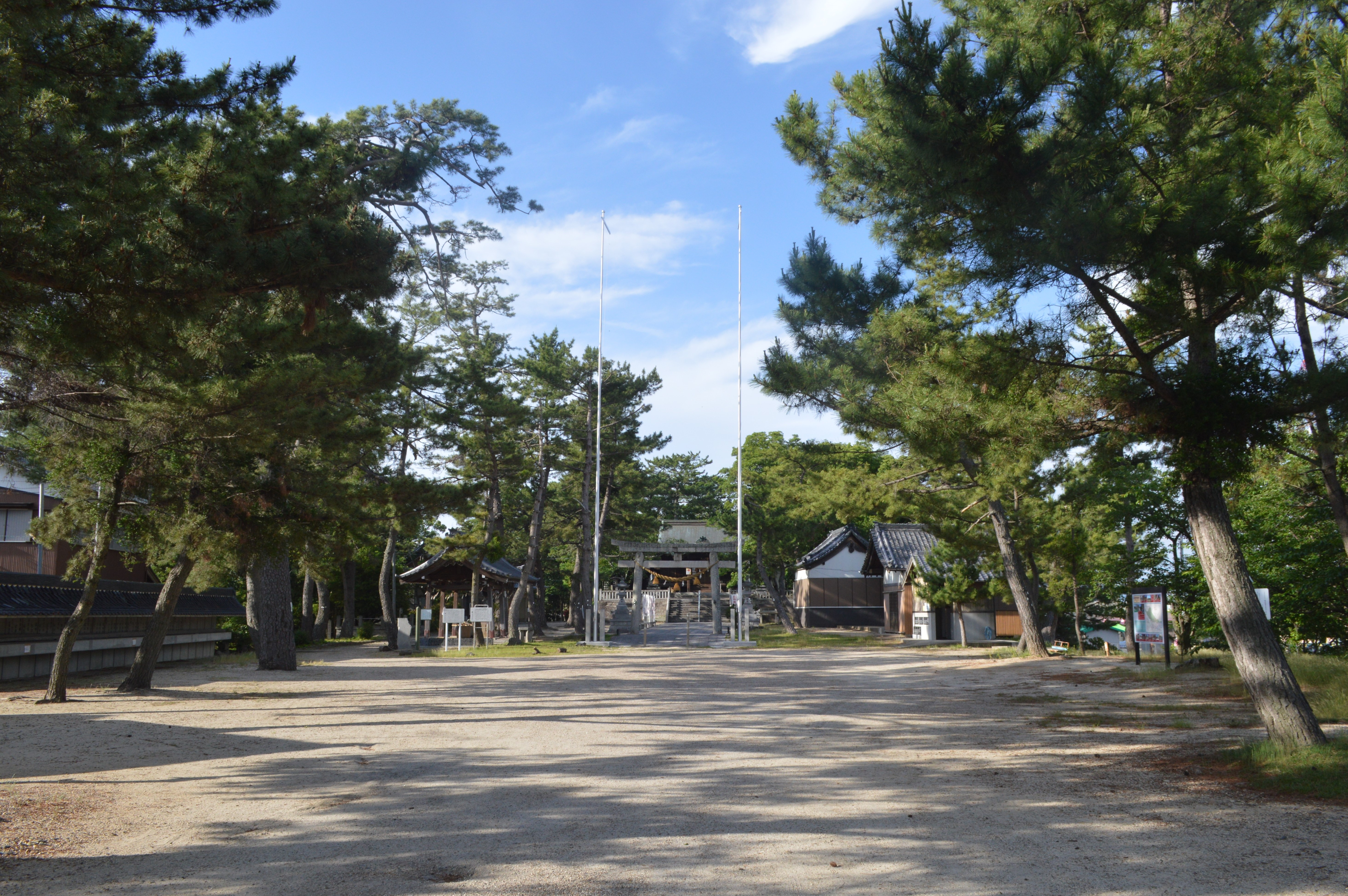
境内の広場
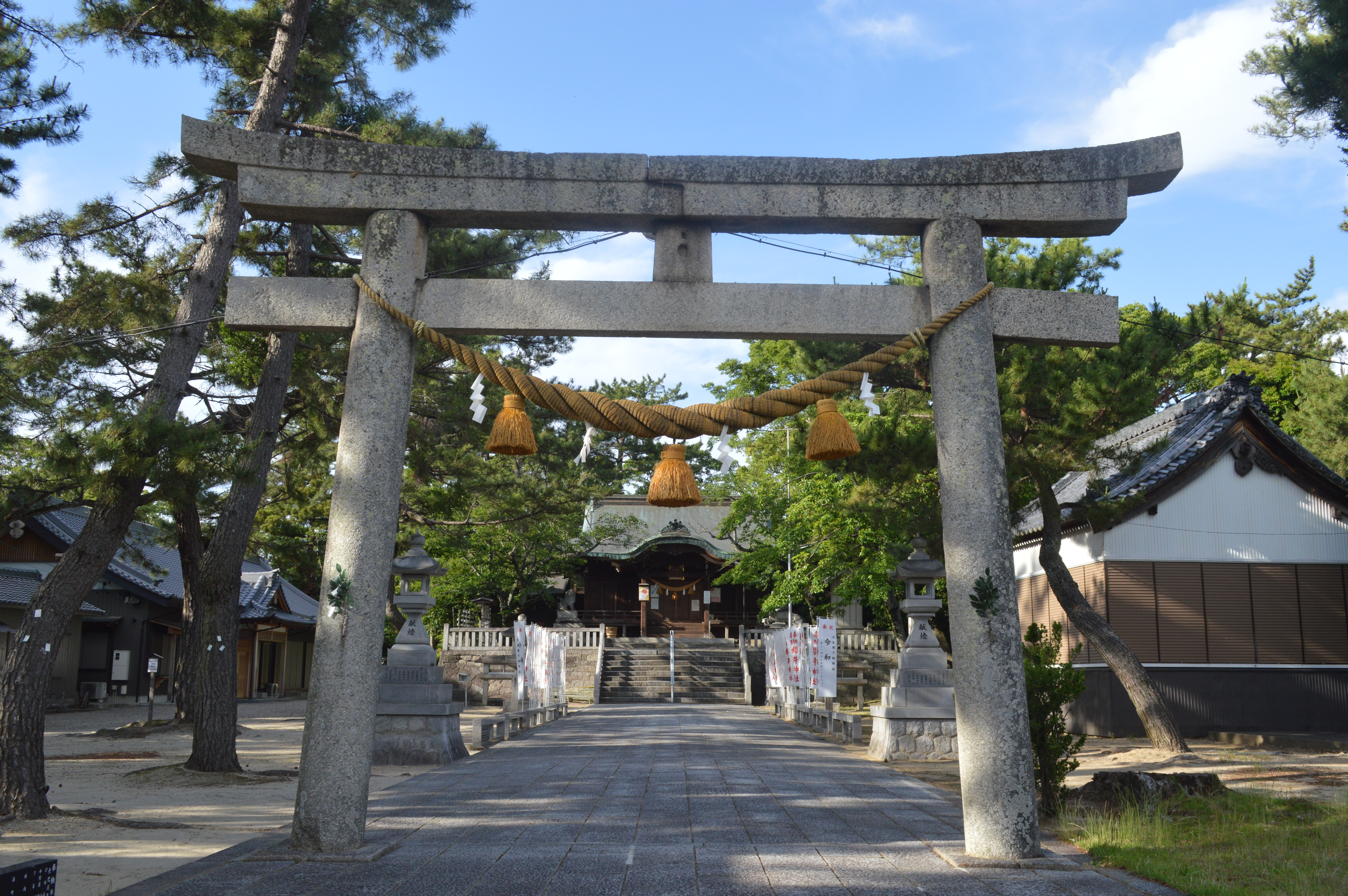
三の鳥居と拝殿
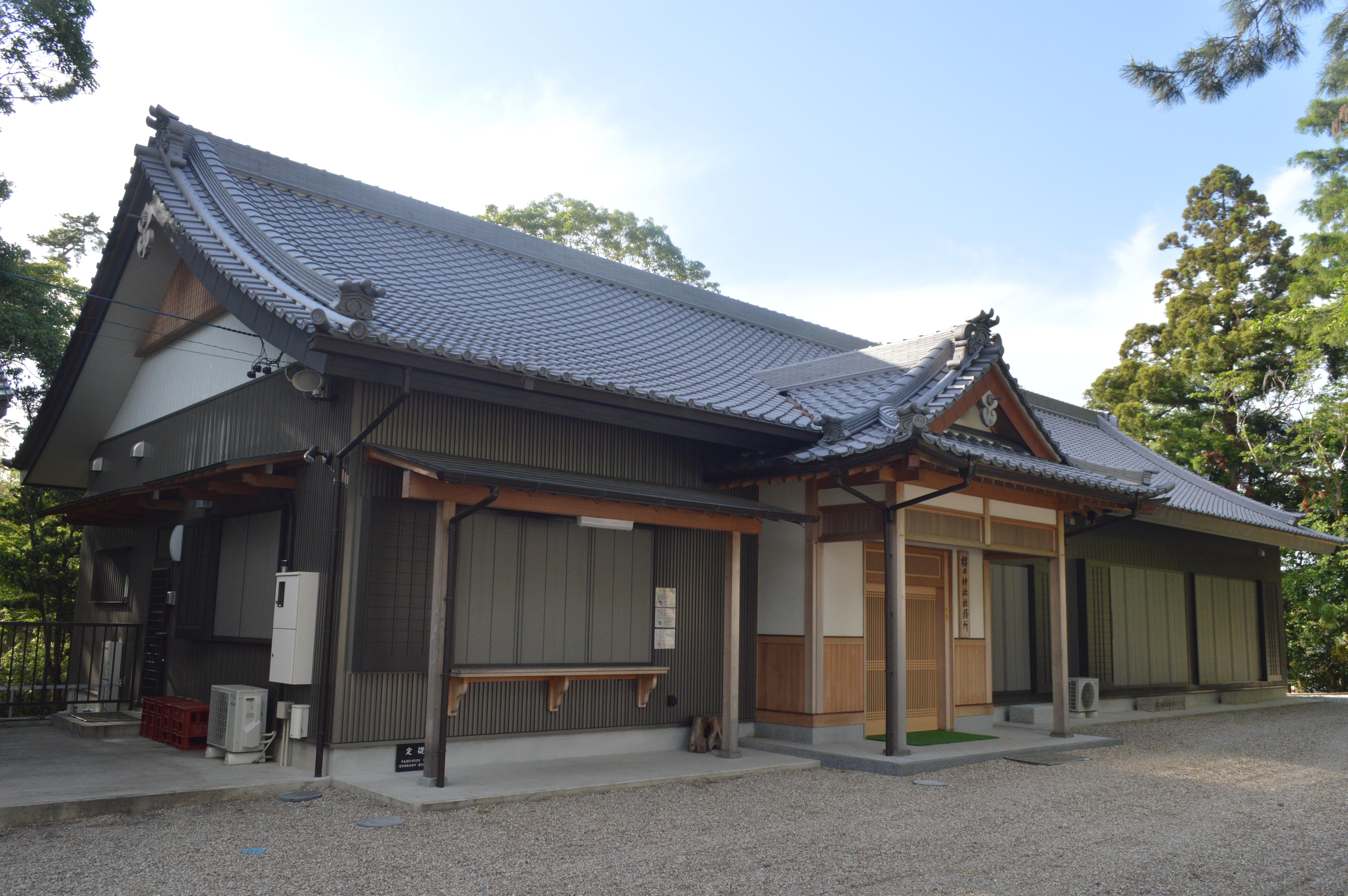
社務所

## 祭礼
桜井神社の大祭として、3月の祈年祭、10月の例祭、12月の新嘗祭があり、この中でもっとも重要な祭りは例祭である。例祭の際には、桜井七ヶ村（堀内・印内・中開道・下谷・城向・西町・東町）と城山が持ち回りで神楽を奉納する。徳川家康が岡崎城に居城していた頃には、例祭の神事として流鏑馬が奉納されていた。また徳川時代には、神楽のほかに相撲や花火も奉納されていた。
- 新年祭（しんねんさい） - 1月第1土曜日[10]
- 節分祭（せつぶんさい） - 1月最終日曜日または2月第1日曜日[10]
- 祈年祭（きねんさい） - 3月第1土曜日[10]
- 末社祭（まっしゃさい） - 3月第1土曜日[10]
- 大祓（おおはらい） - 7月第1土曜日[10]
- 御旅所祭（おたびしょさい） - 10月の例祭前日[10]
- 宵祭（よいまつり） - 10月の例祭前日[10]
- 例祭（れいさい） - 10月最終日曜日[10]
- 七五三詣（しちごさんまいり） - 11月第2日曜日[10]
- 新嘗祭（にいなめさい） - 12月第1土曜日[10]
- 鎮火祭（ちんかさい） - 12月第1土曜日[10]
- 大祓（おおはらい） - 12月31日[10]
- 年末祭（ねんまつさい） - 12月31日[10]
- 厄除祭（やくよけさい） - 12月31日[10]
- 月次祭（つきなみさい） - 毎月第1土曜日[10]

## 文化財

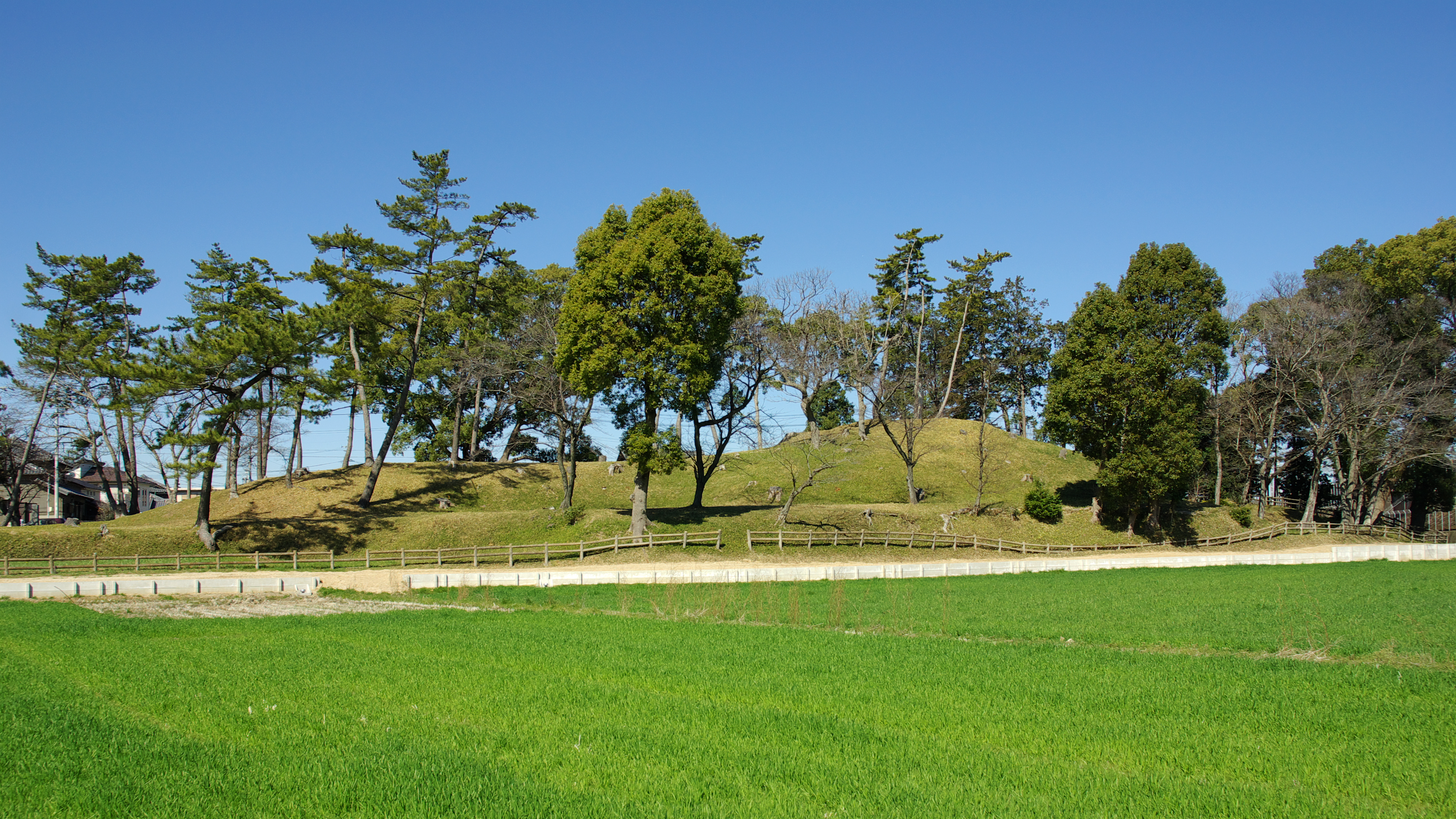
国指定史跡の二子古墳

### 史跡（国指定）
- 二子古墳 - 古墳時代前期。1927年10月26日指定[11]。

### 愛知県指定文化財
- 有形文化財
  - 算額（有形民俗文化財） - 江戸時代。1967年10月30日指定[11]。

### 安城市指定文化財
- 有形文化財
  - 本殿（建造物） - 室町時代末期の建築様式。慶長15年（1610年）に建立されたとされる。1965年11月3日指定[11]。
  - 太刀 銘 兼定（工芸品） - 室町時代。1965年11月3日指定[11]。
  - 桜井神社文書（古文書） - 江戸時代。62点。2006年11月3日指定[11]。
  - 桜井神社の絵馬（有形民俗文化財） - 江戸時代。1989年11月3日指定[11]。
  - 算額（有形民俗文化財） - 江戸時代。1997年1月10日指定[11]。

- 無形文化財
  - 桜井神社のまつり囃子（無形民俗文化財） - 1978年11月20日指定[11]。

- 史跡
  - 三河三白山・桜井神社 - 1968年4月1日指定[11]。

- 天然記念物
  - 桜井神社のクロマツ - 1974年2月13日指定[11]。

## 現地情報
所在地
- 愛知県安城市桜井町桜林17番地

交通アクセス
- 名鉄西尾線堀内公園駅から東に約1km